# Springfield (Missouri)
Springfield település az Amerikai Egyesült Államok Missouri államában, Greene megyében, melynek megyeszékhelye is. Lakosainak száma 169 176 fő (2020. április 1.).

## Népesség
A település népességének változása:
| Lakosok száma | 125 000 | 137 000 | 159 498 | 169 176 |
|               | 1974    | 1980    | 2010    | 2020    |